# Bzipi (rivier)
De Bzipi (Abchazisch: Бзыҧ; Georgisch: ბზიფი) is de grootste rivier van Abchazië na de Kodori. Met zijn lengte van 110 kilometer is de Bzipi de langste rivier van Abchazië, en tweede met een debiet van 96 m³/s en een stroomgebied van 1510 km².
De rivier is een populaire plaats om te kajakken en te raften.